# Шкуцин
Шкуцин (пол. Szkucin) — село в Польщі, у гміні Руда-Маленецька Конецького повіту Свентокшиського воєводства.
Населення — 191 особа (2011).
У 1975-1998 роках село належало до Келецького воєводства.

## Демографія
Демографічна структура на день 31 березня 2011 року:
|          | Загалом | Допрацездатний вік | Працездатний вік | Постпрацездатний вік |
| -------- | ------- | ------------------ | ---------------- | -------------------- |
| Чоловіки | 103     | 19                 | 62               | 22                   |
| Жінки    | 88      | 12                 | 44               | 32                   |
| Разом    | 191     | 31                 | 106              | 54                   |